# 第75回毎日映画コンクール
第75回毎日映画コンクールは、毎日新聞社とスポーツニッポン新聞社が主催する賞であり、2020年1月1日から12月31日まで国内で14日間以上有料で上映された映画を対象とし、2021年2月17日に東京都目黒区のめぐろパーシモンホールで表彰式が開催される予定。

## 受賞とノミネート
第75回毎日映画コンクールの候補は2020年12月23日に発表された。2021年1月22日に受賞者が発表された。

### 受賞結果
受賞者は各項目最上段に太字でダブルダガー付きのものである。
また、日本映画優秀賞と大藤信郎賞には太字でダガーを付けている。
| 日本映画大賞・日本映画優秀賞 - 『MOTHER マザー』 - 大森立嗣、佐藤順子、河村光庸 - 『アンダードッグ』 - 武正晴、佐藤現、平体雄二、宮田幸太郎 - 『朝が来る』 - 河瀨直美、武部由美子、木下直哉 - 『海辺の映画館―キネマの玉手箱』 - 大林宣彦、中村直史、小笠原宏之、門田大地、奥山和由 - 『スパイの妻 劇場版』 - 黒沢清、山本晃久、篠原圭、土橋圭介、澤田隆司、岡本英之、高田聡、久保田修 | 外国映画ベストワン賞 - 『パラサイト 半地下の家族』 - ポン・ジュノ、クァク・シネ、ムン・ヤングォン、チャン・ヨンファン - 『異端の鳥』 - ヴァーツラフ・マルハウル - 『ストーリー・オブ・マイライフ/わたしの若草物語』 - グレタ・ガーウィグ、エイミー・パスカル、アーノン・ミルチャン、デニス・ディ・ノヴィ、ロビン・スウィコード - 『TENET テネット』 - クリストファー・ノーラン、エマ・トーマス、トーマス・ヘイスリップ - 『はちどり』 - キム・ボラ、チョ・スア - 『燃ゆる女の肖像』 - セリーヌ・シアマ、ベネディクト・クーヴルー |
| 男優主演賞 - 森山未來 - 『アンダードッグ』 - 末永晃 役 - 石橋蓮司 - 『一度も撃ってません』 - 市川進 / 御前零児 役 - 草彅剛 - 『ミッドナイトスワン』 - 凪沙（武田健二） 役 - 高橋一生 - 『スパイの妻 劇場版』 - 福原雄作 役 - 森崎ウィン - 『本気のしるし 劇場版』 - 辻一路 役 | 女優主演賞 - 水川あさみ - 『喜劇 愛妻物語』 - チカ 役 - 蒼井優 - 『スパイの妻 劇場版』 - 福原聡子 役 - 芦田愛菜 - 『星の子』 - 林ちひろ 役 - 土村芳 - 『本気のしるし 劇場版』 - 葉山浮世 役 - 長澤まさみ - 『MOTHER マザー』 - 三隅秋子 役 |
| 男優助演賞 - 宇野祥平 - 『罪の声』 - 生島聡一郎 役 - 阿部サダヲ - 『MOTHER マザー』 - 川田遼 役 - 勝地涼 - 『アンダードッグ』 - 宮木瞬 役 - 北村匠海 - 『アンダードッグ』 - 大村龍太 役 - 成田凌 - 『窮鼠はチーズの夢を見る』 - 今ヶ瀬歩 役 - 東出昌大 - 『スパイの妻 劇場版』 - 津森泰治 役                                                                                          | 女優助演賞 - 蒔田彩珠 - 『朝が来る』 - 片倉ひかり 役 - 浅田美代子 - 『朝が来る』 - 浅見静恵 役 - 神野三鈴 - 『37セカンズ』 - 貴田恭子 役 - 岸井ゆきの - 『空に住む』 - 木下愛子 役 - ベッキー - 『初恋』 - ジュリ 役 - 渡辺真起子 - 『37セカンズ』 - 舞 役 |
| スポニチグランプリ新人賞（男性） - 上村侑 - 『許された子どもたち』 - 市川絆星 役 - 岡田健史 - 『望み』 - 石川規士 役 - 奥平大兼 - 『MOTHER マザー』 - 周平 役 - 下倉幹人 - 『アイヌモシリ』 - カント 役 - 宮沢氷魚- 『his』 - 井川迅 役 - 寄川歌太 - 『滑走路』 - 学級委員長 役 | スポニチグランプリ新人賞（女性） - 佳山明 - 『37セカンズ』 - 貴田夢馬 役 - 芋生悠 - 『ソワレ』 - 山下タカラ 役 - 工藤遥 - 『のぼる小寺さん』 - 小寺 役 - 服部樹咲 - 『ミッドナイトスワン』 - 桜田一果 役 - モトーラ世理奈 - 『風の電話』 - ハル 役 - 森七菜 - 『ラストレター』 - 岸辺野颯香 役 |
| 田中絹代賞 - 2020年度より俳優部門から独立。特別賞とともに諮問委員会で選定される。 | 監督賞 - 河瀨直美 - 『朝が来る』 - 大林宣彦 - 『海辺の映画館―キネマの玉手箱』 - 黒沢清 - 『スパイの妻 劇場版』 - 諏訪敦彦 - 『風の電話』 - 武正晴 - 『アンダードッグ』 - 土井裕泰 - 『罪の声』 |
| 脚本賞 - 丸山昇一 - 『一度も撃ってません』 - 足立紳 - 『アンダードッグ』『喜劇 愛妻物語』 - 野木亜紀子 - 『罪の声』 - 濱口竜介、野原位、黒沢清 - 『スパイの妻 劇場版』 | 撮影賞 - 西村博光 - 『アンダードッグ』 - 今井孝博 - 『窮鼠はチーズの夢を見る』 - 佐々木達之介 - 『スパイの妻 劇場版』 - 月永雄太、榊原直記、河瀨直美 - 『朝が来る』 - 灰原隆裕 - 『風の電話』 - 三木本久城 - 『海辺の映画館―キネマの玉手箱』 |
| 美術賞 - 磯見俊裕、露木恵美子 - 『ばるぼら』 - 安宅紀史 - 『スパイの妻 劇場版』 - 瀬下幸治 - 『Fukushima50』 - 相馬直樹 - 『窮鼠はチーズの夢を見る』 - 竹内公一 - 『海辺の映画館―キネマの玉手箱』 | 音楽賞 - 渋谷慶一郎 - 『ミッドナイトスワン』 - 長岡亮介 - 『スパイの妻 劇場版』 - 半野喜弘 - 『窮鼠はチーズの夢を見る』 - 安川午朗 - 『一度も撃ってません』 - 山下康介 - 『海辺の映画館―キネマの玉手箱』 |
| 録音賞 - 藤丸和徳 - 『アンダードッグ』 - 内田誠 - 『海辺の映画館―キネマの玉手箱』 - 加藤大和 - 『罪の声』 - 森英司、ロマン・ディムニー - 『朝が来る』 - 矢野正人 - 『おらおらでひとりいぐも』 - 吉野桂太 - 『スパイの妻 劇場版』 | ドキュメンタリー映画賞 - 『れいわ一揆』 - 『アリ地獄天国』 - 『サマショール 〜遺言 第六章〜』 - 『さよならテレビ』 - 『セノーテ』 - 『花のあとさき ムツばあさんの歩いた道』 |
| アニメーション映画賞・大藤信郎賞 長編 - 『魔女見習いをさがして』 - 『音楽』 - 『劇場版 ヴァイオレット・エヴァーガーデン』 - 『劇場版 鬼滅の刃 無限列車編』 - 『劇場版 ごん -GON, THE LITTLE FOX-』 - 『サイダーのように言葉が湧き上がる』 - 『ジョゼと虎と魚たち』 - 『どうにかなる日々』 ·                                                                                           | 短編 - 『生きる壁』 - 『いしのしし』 - 『かたのあと』 - 『The Balloon Catcher』 - 『DINO!』 - 『Birth-めぐるいのち-』 - 『附子』 - 『Radio Town』 - 『レベッカ』 - 『わたしたちの家』 |

### TSUTAYAプレミアム映画ファン賞
日本映画部門
- 『ミッドナイトスワン』

外国映画部門
- 『TENET テネット』

### 特別賞
- 大林恭子

### 田中絹代賞
- 梶芽衣子

### 複数の部門での候補及び受賞作品
| ノミネート | 映画                            |
| ---------- | ------------------------------- |
| 10         | 『スパイの妻 劇場版』           |
| 8          | 『アンダードッグ』              |
| 6          | 『朝が来る』                    |
| 5          | 『海辺の映画館―キネマの玉手箱』 |
| 5          | 『罪の声』                      |
| 4          | 『MOTHER マザー』               |
| 3          | 『一度も撃ってません』          |
| 3          | 『窮鼠はチーズの夢を見る』      |
| 3          | 『37セカンズ』                  |
| 3          | 『ミッドナイトスワン』          |
| 2          | 『喜劇 愛妻物語』               |
| 2          | 『風の電話』                    |
| 2          | 『本気のしるし 劇場版』         |

| 受賞数 | 作品               |
| ------ | ------------------ |
| 4      | 『アンダードッグ』 |
| 2      | 『朝が来る』       |

## 審査員（選考委員）
一次選考委員
相田冬二、秋本鉄次、秋山登、明智惠子、安藤紘平、石坂健治、石飛徳樹、イソガイマサト、稲垣都々世、岩田和明、宇田川幸洋、内海陽子、浦崎浩實、
襟川クロ、大高宏雄、大竹洋子、尾形敏朗、岡田秀則、岡本耕治、鬼塚大輔、小野耕世、小野民樹、恩田泰子、賀来タクト、影山理、金澤誠、
川口敦子、きさらぎ尚、北川れい子、北小路隆志、木全公彦、木全純治、金原由佳、古賀重樹、小菅昭彦、小西均、斎藤敦子、塩田時敏、鈴木元、
関口裕子、高橋諭治、立花珠樹、立田敦子、田中千世子、田中文人、谷川建司、出口丈人、寺脇研、轟夕起夫、中川洋吉、中山治美、西脇英夫、
野島孝一、野村正昭、萩尾瞳、馬場広信、春岡勇二、樋口尚文、平山允、福永聖二、北條誠人、細谷美香、三浦理高、三留まゆみ、宮澤誠一、ミルクマン斉藤、
宮田武雄、村川英、村山匡一郎、森直人、矢田庸一郎、矢田部吉彦、柳下毅一郎、山根貞男、吉田伊知郎、渡辺浩、渡部実、勝田友巳、井上知大、鈴木隆
二次選考委員
〈作品部門〉
- 角田光代(作家)
- 加藤正人(脚本家)
- 佐伯知紀(映画映像研究者)
- 新藤次郎(映画プロデューサー)
- 矢田部吉彦(東京国際映画祭シニアプログラマー)

以上5名
〈俳優部門〉
- 足立喜之(元スバル座支配人、プロデューサー)
- 椎井友紀子(映画プロデューサー)
- 滝田洋二郎(映画監督)
- 冨田三起子(映画祭コーディネーター)
- 野島孝一(映画ジャーナリスト)
- 真魚八重子(映画評論家)

以上6名
〈スタッフ部門〉
- 荒木啓子(ぴあフィルムフェスティバルディレクター)
- 掛尾良夫(城西国際大招へい教授)
- 勝田友巳(毎日新聞社学芸部長)
- 北小路隆志(映画評論家)
- 小林淳(映画・音楽関連文筆家)
- 坂野ゆか(川喜多記念映画文化財団チーフコーディネーター)
- 白石和彌(映画監督)
- 田辺信道(録音監督)
- 長津晴子(脚本家)
- 丸山裕司(美術監督)
- 渡部眞(撮影監督)

以上11名
〈ドキュメンタリー部門〉
- 石坂健治(日本映画大教授)
- 伊勢真一(映画監督)
- 金平茂紀(TBS「報道特集」キャスター　エグゼティブ・エキスパート)
- 林典子(フォトジャーナリスト)
- 藤岡朝子(山形国際ドキュメンタリー映画祭理事)

＝一次選考委員(若林良、渡辺勝之、勝田友巳)
以上5名
〈アニメーション部門〉
- 岡本美津子(東京芸術大学大学院映像研究科教授)
- 片渕須直(アニメ監督)
- 高瀬康司(アニメーション研究・批評)
- 土居伸彰(新千歳国際アニメーション映画祭ディレクター)
- 和田敏克(東京造形大准教授)

＝一次選考委員(原口正宏、藤津亮太、勝田友巳)
以上5名